# Henry Oldenburg

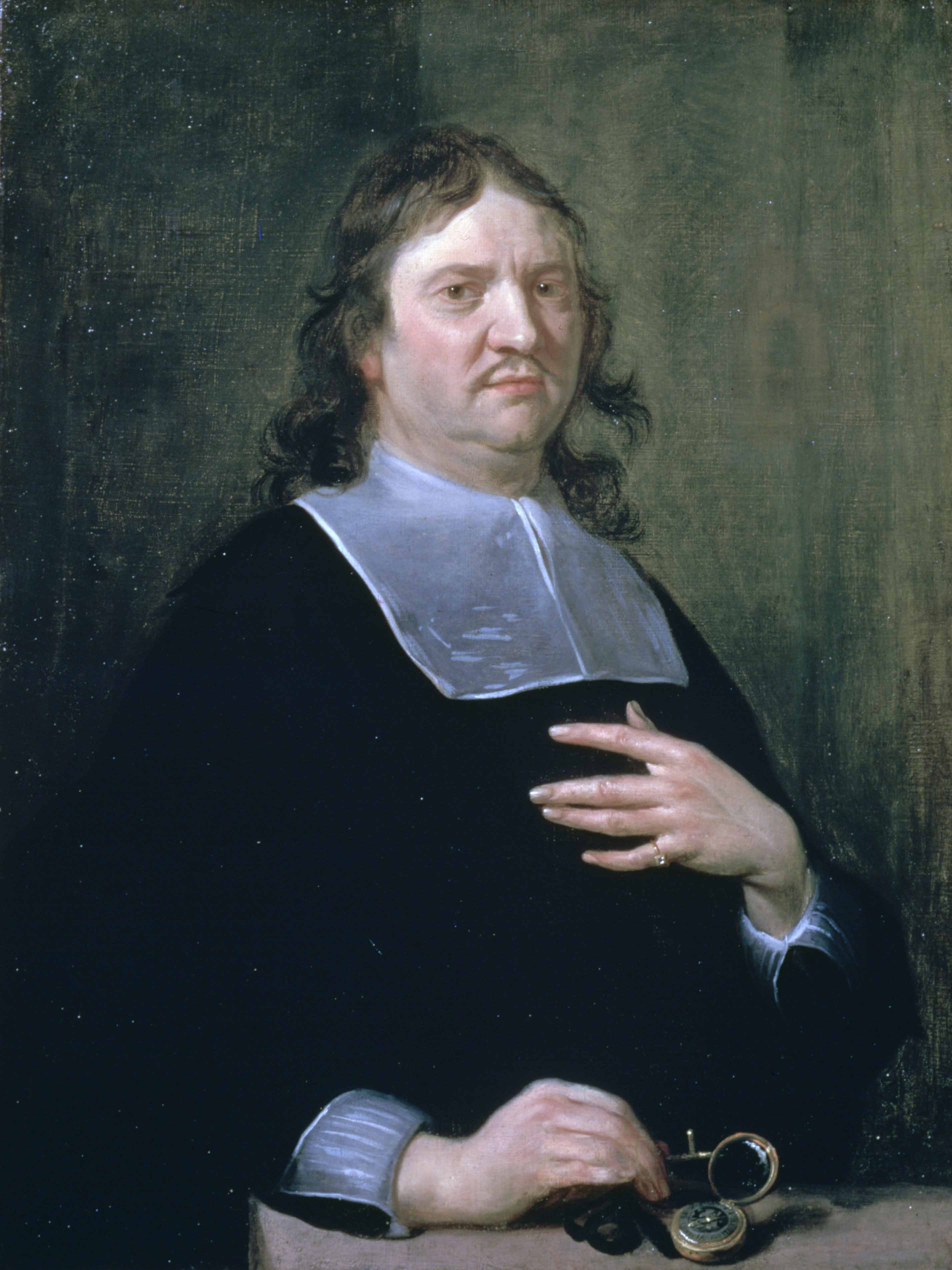
Henry Oldenburg, Ölporträt von Jan van Cleef (1668)

Henry Oldenburg (oder Oldenbourg, eigentlich Heinrich Oldenburg, * um 1618 in Bremen; † 5. September 1677 in Charlton) war ein Diplomat und Naturphilosoph. Er war als langjähriger Sekretär der Royal Society in London eine zentrale Figur im Wissenschaftsbetrieb des 17. Jahrhunderts.

## Leben und Wirken
Oldenburg war der Sohn von Heinrich Oldenburg († 1634), Lehrer am Bremer Gymnasium illustre und später Professor an der Universität Dorpat. Henry Oldenburg studierte Theologie, ging nach England und arbeitete als Lehrer in adligen Häusern. 1648 ging er auf Reisen durch Europa. 1652 kehrte er nach Bremen zurück und wurde im folgenden Jahr vom Senat nach England gesandt, um mit Oliver Cromwell über die Respektierung der Bremer Neutralität im Krieg zwischen England und Holland zu verhandeln. Cromwell sagte ihm seine Unterstützung der Unabhängigkeit Bremens von Schweden zu. Oldenburg machte sich mit den bedeutendsten englischen Philosophen und Naturwissenschaftlern bekannt, wie John Milton, Thomas Hobbes und vor allem Robert Boyle, der ihn zum Lehrer seines Neffen bestellte. Mit dem jungen Edelmann reiste Oldenburg durch Europa. Er besuchte die Treffen der Wissenschaftler, die Marin Mersenne begründet hatte, und war begeistert von den „unsichtbaren Colleges“, wünschte sich aber eine mehr naturwissenschaftliche und weniger philosophische Ausrichtung der Zusammenkünfte.
Am 22. April 1663 wurde Oldenburg als Mitglied („Original Fellow“) in die Royal Society gewählt. Bereits in der am 15. Juli 1662 der Gesellschaft durch Karl II. gewährten ersten Royal Charter wurde er gemeinsam mit John Wilkins zu einem der beiden Sekretäre bestimmt. Von 1665 bis 1677 war Oldenburg Herausgeber der Philosophical Transactions.
Er knüpfte ein ausgebreitetes Netzwerk wissenschaftlicher Kontakte durch ganz Europa und führte eine sehr umfangreiche Korrespondenz, die selbst in die überseeischen Kolonien in Amerika reichte. Für die Medizin in Deutschland wurde Oldenburgs Briefwechsel mit dem Herausgeber der Miscellanea Curiosa, Philipp Jacob Sachs von Lewenhaimb in Breslau von Bedeutung.
Vom 20. Juni bis 26. August 1667 war Oldenburg im Tower of London inhaftiert. Grund für seine Verhaftung war der Verdacht, seine umfangreiche internationale Korrespondenz diene nicht ausschließlich wissenschaftlichen, sondern auch politischen Zwecken. Misstrauen erregte insbesondere die Tatsache, dass Oldenburg gelegentlich unter dem Pseudonym „Grubendol“ (einem Anagramm seines Namens) publizierte, was den Behörden zusätzliche Gründe zur Annahme lieferte, er könne geheime oder subversive Inhalte verbreiten.
1663 heiratete Oldenburg Dorothy West, die bereits 1665 starb. Seit dem 13. August 1668 war Oldenburg in zweiter Ehe mit seinem Mündel Dora Katherina Dury (1654–1677), der Tochter von John Dury, verheiratet. Ihre Kinder hießen Sophia (* 1672) und Rupert (1675–1724).

## Briefe
- Henry Oldenburg: The Correspondence of Henry Oldenburg. Edited and translated by A. Rupert Hall and Marie Boas Hall. 13 Bände. University of Wisconsin Press u. a., Madison WI u. a. 1965–1986.